# Ligne Sankō
La ligne Sankō (三江線, Sankō-sen) était une ligne ferroviaire dans les préfectures de Shimane et Hiroshima au Japon. Elle reliait la gare de Gōtsu à celle de Miyoshi.

## Histoire
La section Gotsu à Kawado ouvre en 1930 et la ligne est étendue progressivement vers l'est, atteignant Hamahara en 1937. La section Miyoshi à Shikijiki ouvre en 1955 puis est prolongée jusqu'à Kuchiba en 1963 et Hamahara en 1975, complétant la ligne.
Le 29 septembre 2016, la JR West annonce que la fermeture de l'ensemble de la ligne à cause du faible nombre de voyageurs. Le dernier jour de circulation a lieu le 31 mars 2018.

## Caractéristiques

### Ligne
- Longueur : 108,1 km
- Ecartement : 1 067 mm
- Nombre de voies : Voie unique